# Christy Leahy
Christy Leahy is een Ierse bespeler van de diatonische  accordeon. 
In 1995 werd hij samen met gitarist John Neville de grondlegger van de band North Gregg. Met deze groep heeft Christy in talloze landen opgetreden. Buiten zijn werk voor deze band, die tot heden toe vier albums heeft geproduceerd, werkt Christy ook solo en was betrokken bij een CD van Edel Sullivan In The Time Of, (2006).
Een aantal composities staan  op zijn naam waaronder die voor zijn favoriete dans; de polka.  Hij organiseert ook accordeon-workshops.
Hij is afkomstig uit een muzikale familie in County Cork, Ierland. Op tienjarige leeftijd begon Christy accordeon te spelen. In 1988 begon hij muziek te maken voor de lokale dansers. Enige jaren later kwam hij terecht in het kringetje van de traditionele muzikanten in de stad Cork en droeg de komende jaren zijn steentje daaraan bij. 

## Discografie
- And They Danced All Night – 1999
- Mi Da:Za – 2001
- Summer At My Feet – 2003
- In The Time Of, met Edel Sullivan - 2006
- The Rozeland Barndance – 2007